# 乌苏里风毛菊
乌苏里风毛菊（学名：Saussurea ussuriensis）是菊科风毛菊属的植物。其种加词“ussuriensis”意为“乌苏里的”。分布在俄罗斯、朝鲜、日本以及中国大陆的陕西、河北、青海、北京、内蒙古、东北、宁夏、山西等地，生长于海拔1,100米至1,900米的地区，多生于林下、山坡草地或河岸边，目前尚未由人工引种栽培。

## 异名
- Saussurea ussuriensis var. laxiodontolepis Q. Zh. Han et Sh. Y. Wang
- Saussurea ussuriensis var. liangulata N. C. Fu
- Saussurea ussuriensis var. triangulata H. C. Fu